# Вижомля (село)
Вижомля (укр. Віжомля) — село в Яворовской городской общине Яворовского района Львовской области Украины.
Население по переписи 2001 года составляло 1255 человек. Занимает площадь 20,79 км². Почтовый индекс — 81067. Телефонный код — 3259.

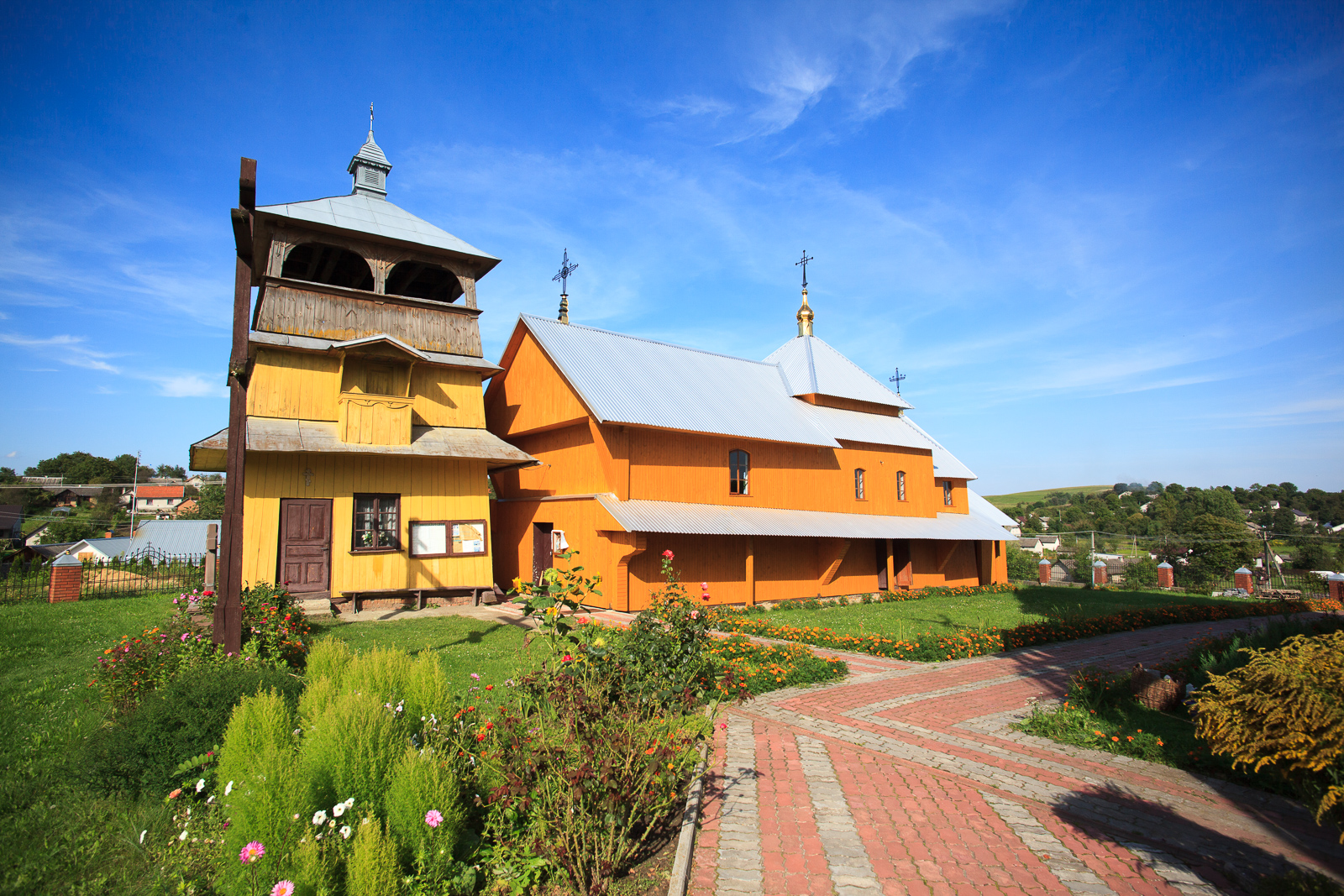
Воскресенская церковь, 1560